# Fatmir Xhindi
Fatmir Faslli Xhindi (* 1. April 1960 in Fier; † 2. Mai 2009 in Roskovec) war ein albanischer Politiker (PS).
Seit 1997 saß Xhindi für drei Legislaturperioden für die Partia Socialiste e Shqipërisë im albanischen Parlament. Parteikollegen beschrieben ihn als verantwortungsbewusst und seriös. Für die Parlamentswahl am 28. Juni 2009 hatte sich der Politiker erneut in seinem Wahlkreis beworben.
Xhindi wurde am 2. Mai 2009 vor seinem Haus in Roskovec von unbekannten Tätern durch sechs Schüsse getötet. Bislang verliefen die Ermittlungen der Polizei erfolglos. Präsident Bamir Topi und Premierminister Sali Berisha verurteilten den Anschlag und kündigten eine rasche Aufklärung an. Das Attentat ereignete sich einen Monat nach dem NATO-Beitritt Albaniens, eine Woche nach dessen Antrag auf EU-Mitgliedschaft und knapp zwei Monate vor der Parlamentswahl. Es ist der zweite Mord an einem Politiker in Albanien seit dem Ende der kommunistischen Herrschaft 1990. 1998 war Azem Hajdari, damals führendes Mitglied der Demokratischen Partei Albaniens, erschossen worden.
Xhindi war verheiratet und hatte drei Kinder.